# Megachile facetula
Megachile facetula är en biart som beskrevs av Cockerell 1918. Megachile facetula ingår i släktet tapetserarbin, och familjen buksamlarbin. Inga underarter finns listade i Catalogue of Life.